# Захарцов, Владимир Вячеславович
Влади́мир Вячесла́вович Захарцо́в (род. 30 января 1997, Ростов-на-Дону) — российский шахматист, гроссмейстер (2019), тренер. Чемпион Москвы (2021, 2024), чемпион Москвы по рапиду (2020), бронзовый призёр чемпионата Москвы по блицу (2020), Moscow Open 2023 (1-3 места) и командного чемпионата России 2024 в составе команды «Русская Шахматная Школа». Участник финала Кубка России (2022, 2023).

## Биография
Захарцов родился в Ростове-на-Дону в семье гроссмейстера Вячеслава Владимировича Захарцова и матери — преподавателя шахмат. Начал играть в 5 лет. Сначала занимался с матерью, позже стал заниматься с отцом до получиления звания международного мастера. После этого Захацров переехал в Москву, где поступил в Московский институт стали и сплавов и учился на экономическом факультете, пытаясь совмещать игру в турнирах с учёбой.
В 2005 году Захарцов занял чистое 1-е место на опен-турнире в Воронеже, выиграл турниры в Алуште и Харькове, В 2006 году выиграл Мемориал Василишина, также участвовал в турнире в Дрездене. В 2007 году стал призёром турнира в Оломоуце.
В 2012 году стал бронзовым призёром Мемориала Василишина, участвовал в опен-турнире в Пардубице.
В 2016 году Захарцов разделил 2-10 места на опен-турнире в Пардубице. В 2018 году разделил 3-5 места на чемпионате Москвы по блицу, также участвовал в чемпионате мира по рапиду и блицу. В августе 2019 года разделил 1-3 места на Мемориале Варакомского.
В сентябре 2022 года Захарцов разделил 1-2 места с Владиславом Ноздрачёвым на Мемориале Александра Панченко. В январе 2023 года разделил 1-4 места на Мемориале Михаила Лозовацкого, в декабре участвовал в фестивале «Тренерам и наставникам — с благодарностью». Также в 2023 году становился призёром Мемориала Чигорина и Корчного.
В июле 2024 Захарцов разделил 1-8 места на фестивале в Воронеже, в октябре разделил 1-4 места на турнире «Иви Grand Prix Chess» в Москве.
Кроме шахмат любит играть в настольный теннис.